# Amtsgericht Günzburg

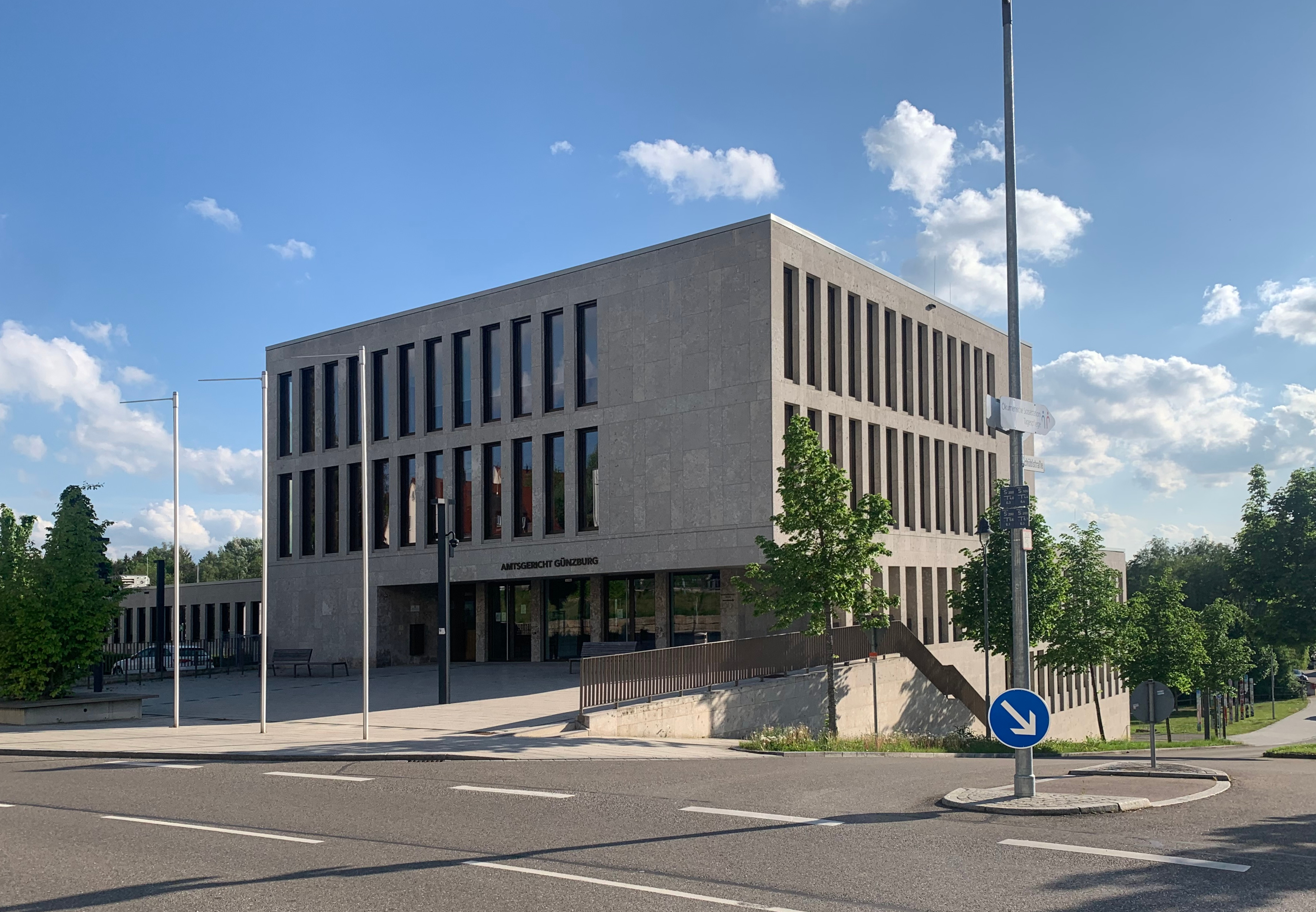
Amtsgericht Günzburg

Das Amtsgericht Günzburg als eines von 73 Amtsgerichten in Bayern ist ein Gericht der ordentlichen Gerichtsbarkeit mit Sitz in der Kreisstadt Günzburg.

## Geschichte
Die heutige Gliederung der bayerischen Gerichte geht zurück auf das Reichsgerichtsverfassungsgesetz vom 27. Januar 1877. Danach traten an die Stelle der bis dahin bestehenden Stadt- und Landgerichte nunmehr die Amtsgerichte. Die heutigen Landgerichte waren bis dahin Bezirksgerichte. 1879 wurde so das Landgericht Günzburg zum Amtsgericht, wie auch die Landgerichte Burgau und Krumbach (Schwaben). Leiter des ersten Amtsgerichts Günzburg nach dieser Reform war bis 1891 Gustav Müller.
Mit Wirkung vom 15. Juni 1943 wurde das Amtsgericht Burgau durch Entschließung des damaligen Oberlandesgerichtspräsidenten in München in eine Zweigstelle des Amtsgerichts Günzburg umgewandelt.
Mit Wirkung vom 1. Juli 1973 wurde das Amtsgericht Krumbach (Schwaben) durch das Bayer. Gerichtsorganisations-Gesetz vom 25. April 1973 im Zuge der Durchführung des Bayer. Gesetzes zur Neuabgrenzung der Regierungsbezirke vom 27. Dezember 1971, der sogenannten Gebietsreform, aufgelöst. Seither umfasst der Amtsgerichtsbezirk Günzburg den gesamten heutigen Landkreis Günzburg, bestehend aus den Altlandkreisen Krumbach und Günzburg.

## Amtsgerichtsbezirk
Der Bezirk des Amtsgerichts Günzburg erstreckt sich auf das Gebiet des Landkreises Günzburg. In ihm leben mehr als 130.000 Menschen.

## Gerichtsgebäude

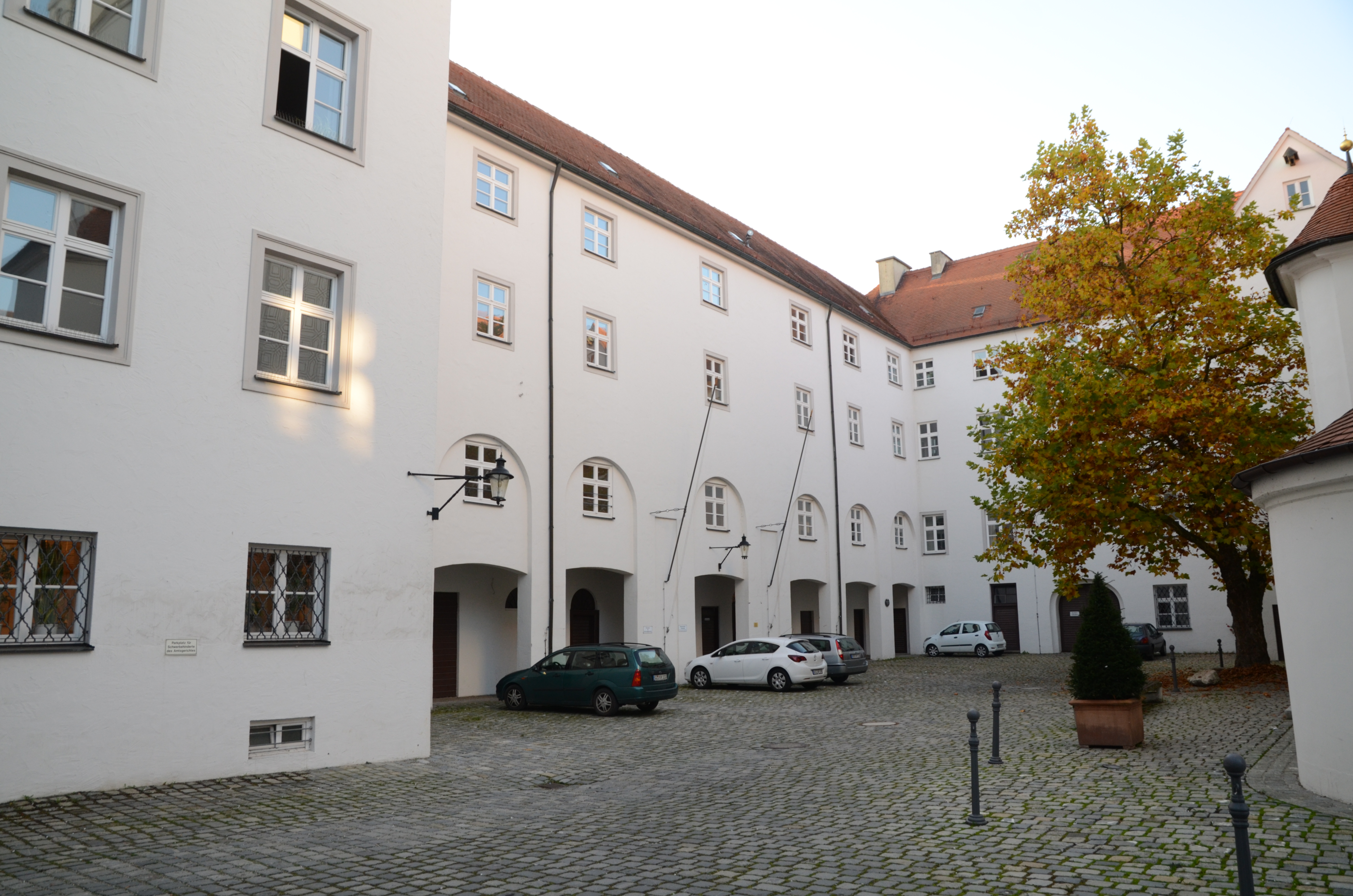
Stadtschloss in Günzburg

Das Amtsgericht war bis März 2016 im ehemaligen Stadtschloss, das der habsburgische Erzherzog Ferdinand von Tirol, Gatte der  Philippine Welser, in den Jahren 1577 bis 1580 erbauen ließ, untergebracht. Das Gebäude wurde 1702 von den Franzosen abgebrannt. Danach wurde es in seiner heutigen Gestalt wiederaufgebaut. Seit April 2016 befindet sich das Amtsgericht im neu errichteten Justizzentrum an der Ichenhauser Straße.

## Zuständigkeit und Aufgaben
Das Amtsgericht ist erstinstanzliches Zivil-, Familien- und Strafgericht. Das Grundbuchamt ist eine Einrichtung der Freiwilligen Gerichtsbarkeit. Zuständig für Genossenschaftsregister, Handelsregister, Partnerschaftsregister, Vereinsregister und Registersachen ist das Amtsgericht Memmingen. Zuständig für Insolvenzverfahren und Zwangsversteigerung ist das Amtsgericht Neu-Ulm.

## Übergeordnete Gerichte
Im Instanzenzug übergeordnet sind das Landgericht Memmingen, das Oberlandesgericht München sowie der Bundesgerichtshof.